# Терлінген
Терлінген (нім. Thörlingen) — громада в Німеччині, розташована в землі Рейнланд-Пфальц. Входить до складу району Рейн-Гунсрюк. Складова частина об'єднання громад Еммельсгаузен.
Площа — 2,24 км2. Населення становить 144 ос. (станом на 31 грудня 2020).

## Галерея

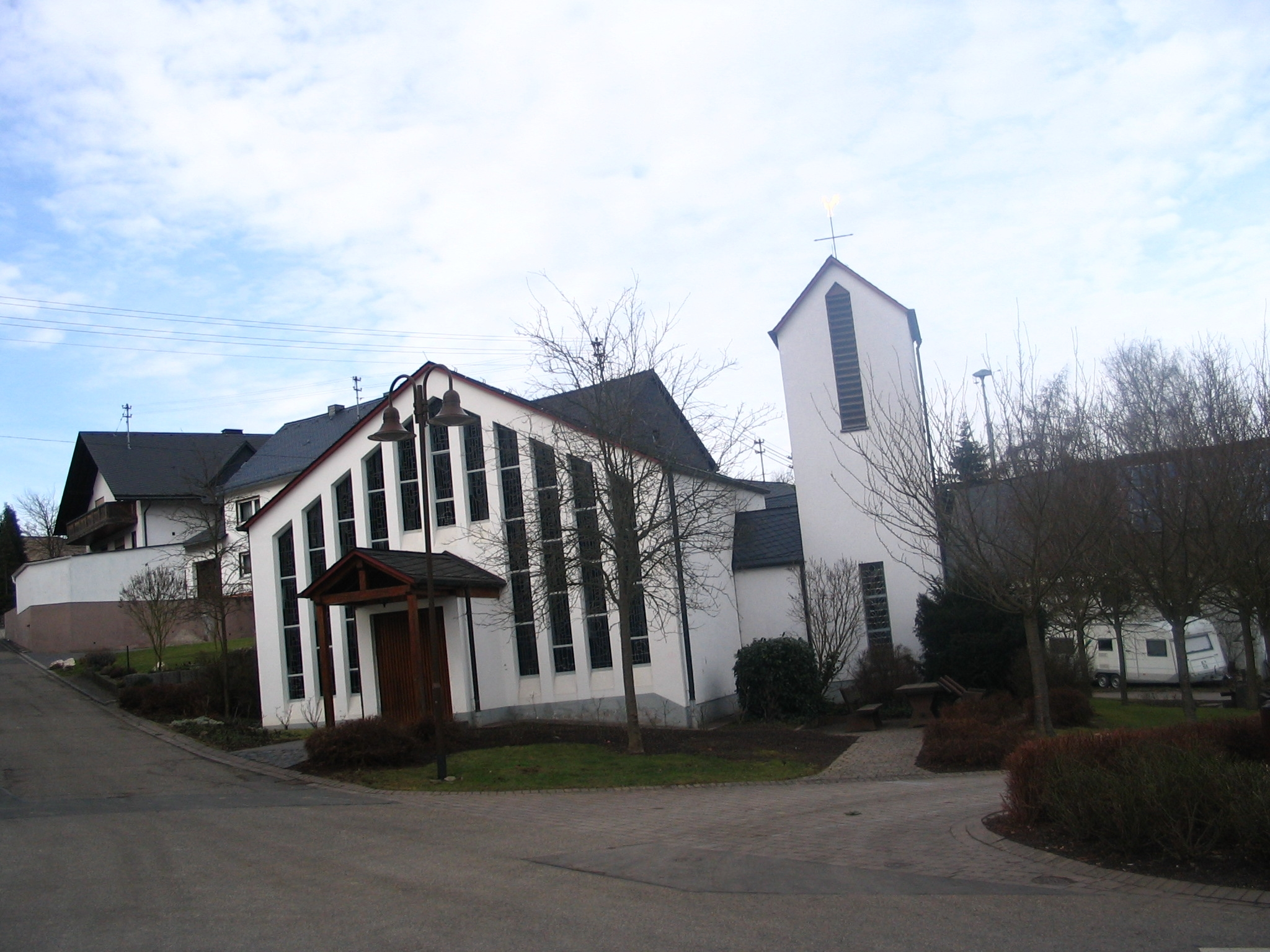